# ديب إمباكت (مسبار فضائي)

اصطدام القذيفة بالمذنب تمبل 1.

ديب امباكت (Deep Impact) مسبار فضائي أطلقته ناسا 12 يناير 2005 مهمته استكشاف المذنب تمبل 1 Tempel 1 عن طريق ضربه بقذيفة وزنها نحو 400 كيلوجرام من سبيكة النحاس. ويدور  تمبل 1 في مدار حول الشمس يستغرق فيها 5و5 سنة ويقترب خلالها من الأرض ويصبح على بعد 133 مليون كيلومترا منها. اشتركت جامعة ماريلاند في ذلك المشروع. واستغرق الإعداد للتجربة في ناسا 6 سنوات وتكلف 333 مليون دولار، منها تكلفة المسبار ذاته 267 مليون دولار و15 مليون دولار لترتيبات البعثة (حتي 3 أغسطس 2005) و 50 مليون دولار مصاريف الصاروخ الحامل.

## هدف البعثة
كان الهدف الرئيسي من تجربة ديب امباكت أي الضربة القاسمة هو دراسة التكوين الداخلي لتمبل 1. لذك أعدت له قذيفة من النحاس النقي وزنها 372 كيلوجرام. ووجهت بحيث تتقابل معه وتصتدم به محدثة حفرة فيه وتناثر بعضا من مادته في الفضاء بغرض قياسها بالمسبار المصاحب وتحليلها. وبذلك تنفتح للإنسان إمكانية معرفة ما في باطن تلك الأجرام السماوية والتي تعتبر لبنات بناء المجموعة الشمسية.
وتتكون أهداف التجربة من:
- فهم الخصائص الباطنية للمذنبات ومحاولة أولى لمعرفة لتكوين مذنب بعينه،
- تعيين خواص الطبقة السطحية من حيث الكثافة، والمسامية والصلابة ومكوناتها،
- مقارنة كثافة الباطن بالكثافة السطحية من خلال مراقبة الحفرة،
- فهم أدق لتطور باطن المذنب وبصفة خاصة انتقال الباطن إلى حالة الاستقرار، عن طريق مقارنة باطن المذنب وسطحه.

أي أن الغرض من الاختبار هو معرفة الاختلاف بين باطن المذنب وسطحه وتكوينهما.

## إقلاع القذيفة

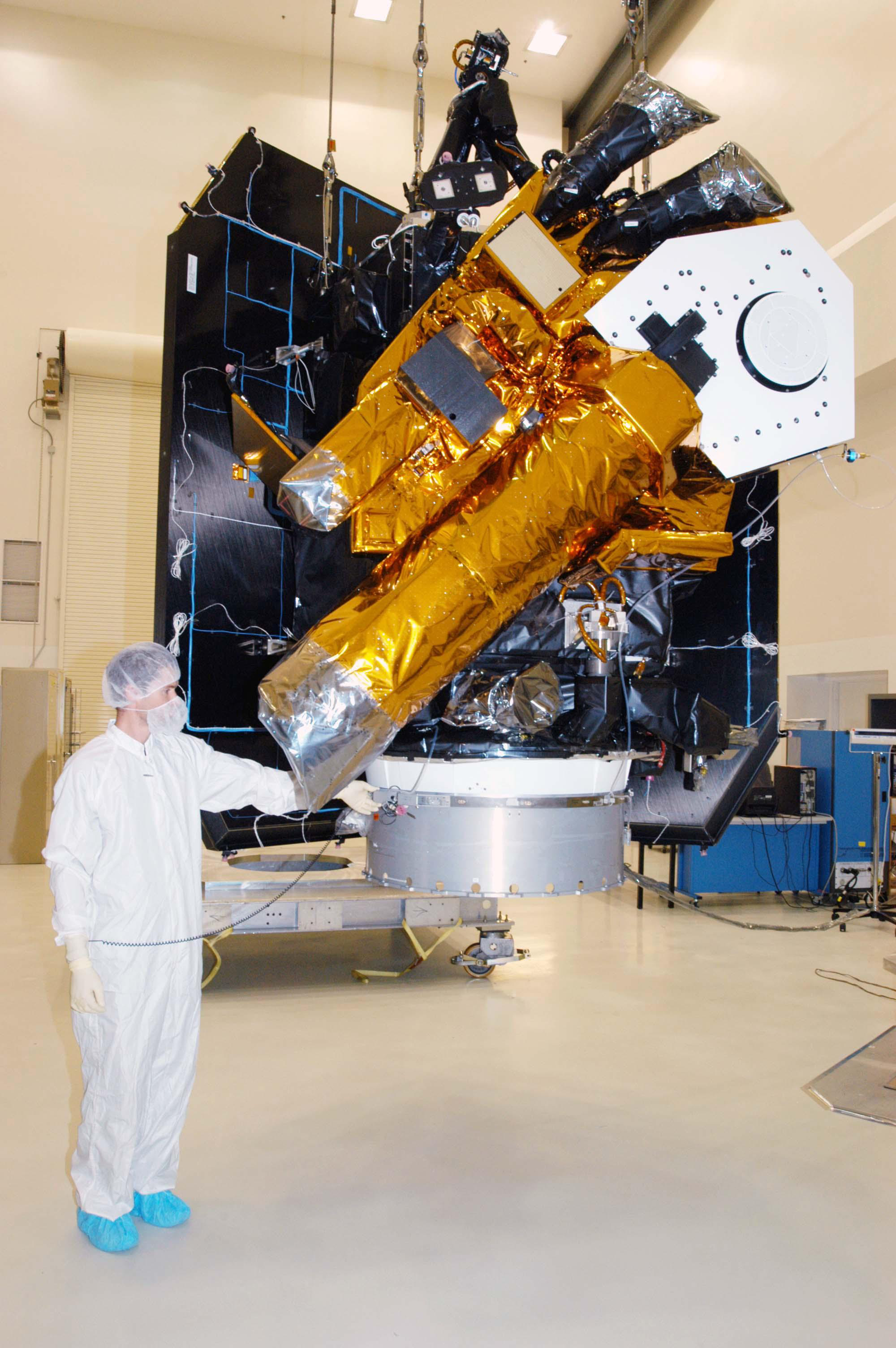
Deep Impact قذيفة الضربة العميقة أثناء التركيب النهائي.

يبلغ طول المسبار 2و3 متر وعرض 7و1 متر وارتفاعه 3و2 متر ويزن عند اقلاعه 650 كيلوجرام منها 86 كيلوجرام من وقود لإحداث الاصطدام بالمذنب. ويحتوي المسبار على 28و2 في 8و2 ألواح شمسية تنتج 750 واط من الكهرباء تعتمد على بعدها عن الشمس. كما زود المسبار ببطارية لتخزين الكهرباء تعمل بهيدريد النيكل NiH2 تبلغ سعته 16 امبير.ساعة. وصنع هيكل المسبار من ألواح الألمونيوم الرقيقة المقواة بواسطة ضغطها في هيئة بيوت النحل.
زود المسبار بنظامين متشابهين تماما من الحاسوب (تقنية ازدواج Redundant Technik) بحيث لو تعطل احدهما قام الآخر بالعملية. واستخدم نظام للاتصال بالأرض يعمل ب 175 كيلوبايت إلى الأرض وبنظام 125 كيلوبلايت من الأرض إلى المسبار وهوائي طوله 1 متر عالى الأداء. كما زود المسبار بعدة صواريخ للتوجيه وضبط المسار تعمل بوقود الهيدرازين ذات دفع قدره 5000 نيوتن.
- ستأخذ المركبة الفضائية ديب امباكت (أو الضربة العميقة) التي سينطلق منها المسبار صورا وستجمع بيانات عن الاصطدام ومرحلة ما بعد الاصطدام على بعد 133 مليون كم عن الأرض. مهمة ديب إمباكت التي تكلفت 333 مليون دولار ستتيح فرصة لفحص ما هو تحت قشرة سطح المذنب، حيث توجد مواد باقية منذ تكونت المجموعة الشمسية قبل 4.5 مليار سنة، ويعتقد أنها ما زالت كما هي بدون أي تغيير نسبياً.[3]
- في الثلاثاء 5 يوليو 2005 أعلنت وكالة الفضاء الأمريكية ناسا أن ارتطاما مبرمجا بين جسم صناعي ومذنب طبيعي قد تم بنجاح. تحطم المسبار عند اصطدامه بالمذنب بسرعة 37 ألف كم/ساعة ولكن كاميرا على متنه سجلت اقترابه من المذنب في الدقائق الأخيرة.[4]

## القذيفة
يبلغ ارتفاع القذيفة 1 متر وقطرها 1 متر، وتزن 372 كيلوجرام. ويتكون القذيفة من سبيكة من النحاس (49 %) والألمونيوم بنسبة 24 % مما تعمل على عدم تشويه خطوط الطيف الناتجة عن الانفجار حيث لا يُنتظر وجود النحاس في باطن المذنب.
انفصلت القذيفة عن المسبار 24 ساعة قبل الاصتدام وكان بينهما اتصال للتوجيه يكفي لمسافة 8.700 كيلومتر.

## الاصطدام

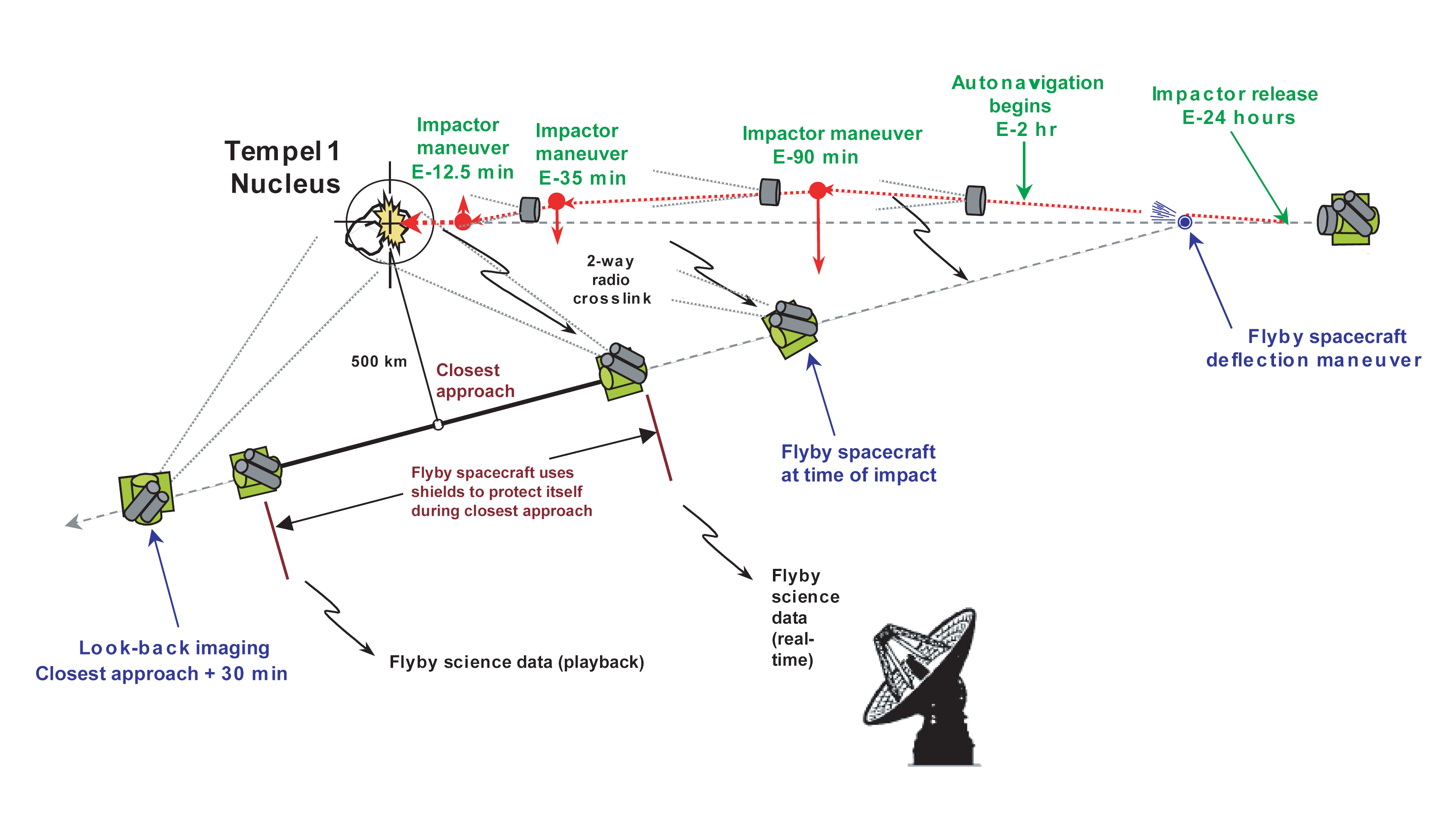
رسم تفصيلي لمراحل تجربة الضربة العميقة مع المذنب.

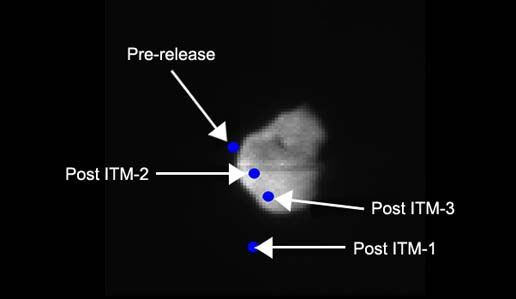
مناورة ضبط اتجاه القذيفة.

بدأت مرحلة التقارب 5 أيام قبل الاصطدام ويوما بعده. وفي يوم 2 يوليو وقبل أنفصال القذيفة عن المسبار ب 6 ساعات اجريت عملية التوجيه الأخيرة حيث عملت المحركات الصاروخية لمدة 30 ثانية وصوبت تجاه منطقة بقطر 15 كيلومتر. وفي 3 يوليو، الساعة 6:19، وبعد انفصال القذيفة ب 12 دقيقة اشتغلت محركات المسبار لمدة 14 دقيقة بحيث تخفض سرعة المسبار بمقدار 102 متر /ثانية من أجل ضبط مسار القذيفة وتحديد المسافة بين المسبار والقذيفة. والتقطت القذيفة أول صورة لنواة المذنب 22 ساعة قبل الاصطدام.
وفي 4 يوليو في تمام الساعة 3:53، أي قبل الاصطدام بساعتين، توكل نظام التوجيه الخاص بالقذيفة التوجيه والتقطت صورة للمذنب كل 15 ثانية لتعيين أكثر منطقة على سطحه إضاءة باشعة الشمس بحيث تكون الصور اوضح ما يمكن. واجريت ثلاثة تعديلات علي المسار واحدة الساعة 4:22 وتعديل في الساعة 5:17 والتعديل الثالث والأخير الساعة 5:39 استهلكت خلال هذا الأخير كمية وقود 37و0 كيلوجرام.
وحدث الاصطدام في الساعة 5:52، حيث التقطت آخر صورة 7و3 ثانية قبل الاصطدام من ارتفاع 30 كيلومتر وارسلت الصور من القذيفة إلى المسبار ومنه إلى الأرض. واصطدمت القذيفة بسطح القمر بزاوية قدرها 25 درجة. وكان المسبار في مدار حول الشمس بسرعة قدرها 22 كيلومتر /ثانية والمذنب في مدار آخر حول الشمس وكانت سرعته 30 كيلومترمثانية. وحدث الاصطدام بسرعة نسبية مقدارها 10 كيلومتر /ثانية وهي تعادل 37.000 كيلومتر في الساعة، نشأ عنها طاقة مقدارها 19 مليار جول أو طاقة 4 طن مكافئ من TNT. واحدث لاصطدام تغيرا بسيطا مقداره 0,0001 مليمتر/ ثانية في سرعة المذنب، تكاد أن لا يمكن قياسها.
وعند الاصطدام كان المسبار علي بعد 8600 كيلومتر من نقطة الاصطدام. وكانت أجهزة المسبار مسلطة على نقطة الاصتدام قبل الاصطدام وبعده لمدة 13 دقيقة. وفي تمام الساعة 6:05 تغير اتجاه المسبار بحيث أن تحتمي الألواح الشمسية من تساقط شطايا الاصطدام عليها عند مرور المسبار على المذنب. وخلال تلك الفترة لم تستطع الأجهزة رؤية المذنب. وفي الساعة 6:51 أدار المسبار اتجاهه لتكون الأجهزة في اتجاه المذنب واستمر في إجراء مشاهدة نواتج الانفجار وأخذ القياسات لمدة 24 ساعة أخرى.
واستطاعت عدة تلسكوبات غلى الأرض مراقبة الأحداث، منها مرصد فضاء هابل والتلسكوبات شبيتسر Spitzer وشاندرا Chandra وجالاكس GALEX. وكذلك تلسكوب الموجات تحت المليمتر الفضائي SWAS وسويفت Satellite Swift، وتمكن مسبار الفضاء الأوروبي رؤية أحداث مذنب تمبل 1 من زاوية أخرى.

## النتائج

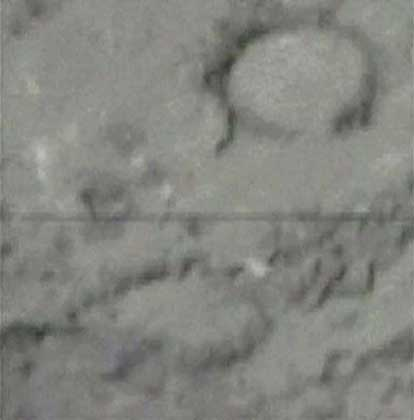
واحدة من آخر الصور التي التقطتها القذيفة قبل الاصطام بالمذنب.

قدر حجم المذنب بواسطة المسبار ب 7,6 × 4,9 كيلومتر. شوهد بريق لامع بعد الاصطدام مباشرة ثم شوهدت نافورة من الغبار والشظايا تصل درجة حرارتها إلى 3500 درجة مئوية وكميتها نحو 4 طن وتبلغ سرعتها من 5 إلى 8 كيلومتر / ثانية. كما أحدث الاصطدام حفرة على المذنب يبلغ اتساعها 100 متر ويبلغ عمقها 30 متر وتبعثرت مواد قدرت كميتها بين 10.000 و 20.000 طن، منها 3.000 إلي 6.000 طن من الغبار. وعلى ذلك فلا يحتوي المذنب تمبل 1  على قشرة ليست صلبة وإنما تغطيه طبقة من الغبار.
وانتشر الغاز الناتج بسرعة 1 كيلومتر/ثانية بينما انتشرت حبيبات الغبار بسرعات بين 10 متر/ثانية و 400 متر/ثانية. كما سقط القدر الأكبر من الغبار (نحو 80 % منه) على المذنب ثانيا وانتشر الباقي. وكما لم يكن متوقعا فقد تشتت من الاصطدام كمية هائلة من مساحيق عملت على حجب الحفرة الناتجة عن الظهور، لذلك قُدر اتساع الفوهة من كمية المواد المشتتة نتيجة الاصطدام.
قدرت كثافة باطن المذنب بواسطة تقدير اتساع مدى طيران الغبار ب 0.62 جرام/سنتيمتر مكعب. ويبدو أن باطن المذنب يتكون من مادة مسامية سهلة الكسر، كما يقدر أن من 50% إلى 70 % من باطن المذنب عبارة عن فراغ. وتبلغ درجة حرارة سطح المذنب بين 56 درجة مئوية و-13 درجة تحت الصفر كما أمكن التحقق من وجود أثار قليلة من الجليد. وقد بين الطيف الضوئي للمواد المشتته وجود الماء وثاني أكسيد الكربون والكربونات وبعض المركبات العضوية والسيليكات. ويبدو أن نسبة المواد الصلبة أكبر بكثير من المواد الطيارة.
ويعتبر تركيب المادة المشتتة وكميتها مشابهة للمذنبات التي الموجودة في سحابة أورت Oort، وقد يكون بعض المذنبات قد نشأ في حزام كويبر Kuiper ومن ضمنهم تمبل 1. وربما يبين ذلك منشأ واحدا للمذنبات البعيدة عن الشمس 
وكانت مفاجأة للباحثين أن يبين سطح المذنب حقيقة اصابته بالكثير من اصطدامات النيازك كما تأثر سطحه من فقدان الجليد بفعل الحرارة الشمسية. كما أمكن مشاهدة طبقات جيولوجية مشابهة لتلك الموجودة على أحد أقمار المشتري المسمى فوبي Phoebe.وعلى ذلك فيبدو أن المذنبات لها تطور جيولوجي أو أن يكون المذنب تمبل 1  قد تكون نتيجة التحام جسمين مختلفين.

## اقرأ أيضا
- اصطدام شوميكار-ليفي 9
- روسيتا
- إلكروس
- ستارداست (مركبة فضاء)
- برنامج سيرفيور
- أوسايرس-ركس